# Strømsø
Strømsø er et byområde i Drammen med 4695 indbyggere (2002), der også er en del af bydelen Strømsø/Danvik.
59°44′06″N 10°12′20″Ø / 59.735°N 10.2056°Ø